# Cabo Game Link

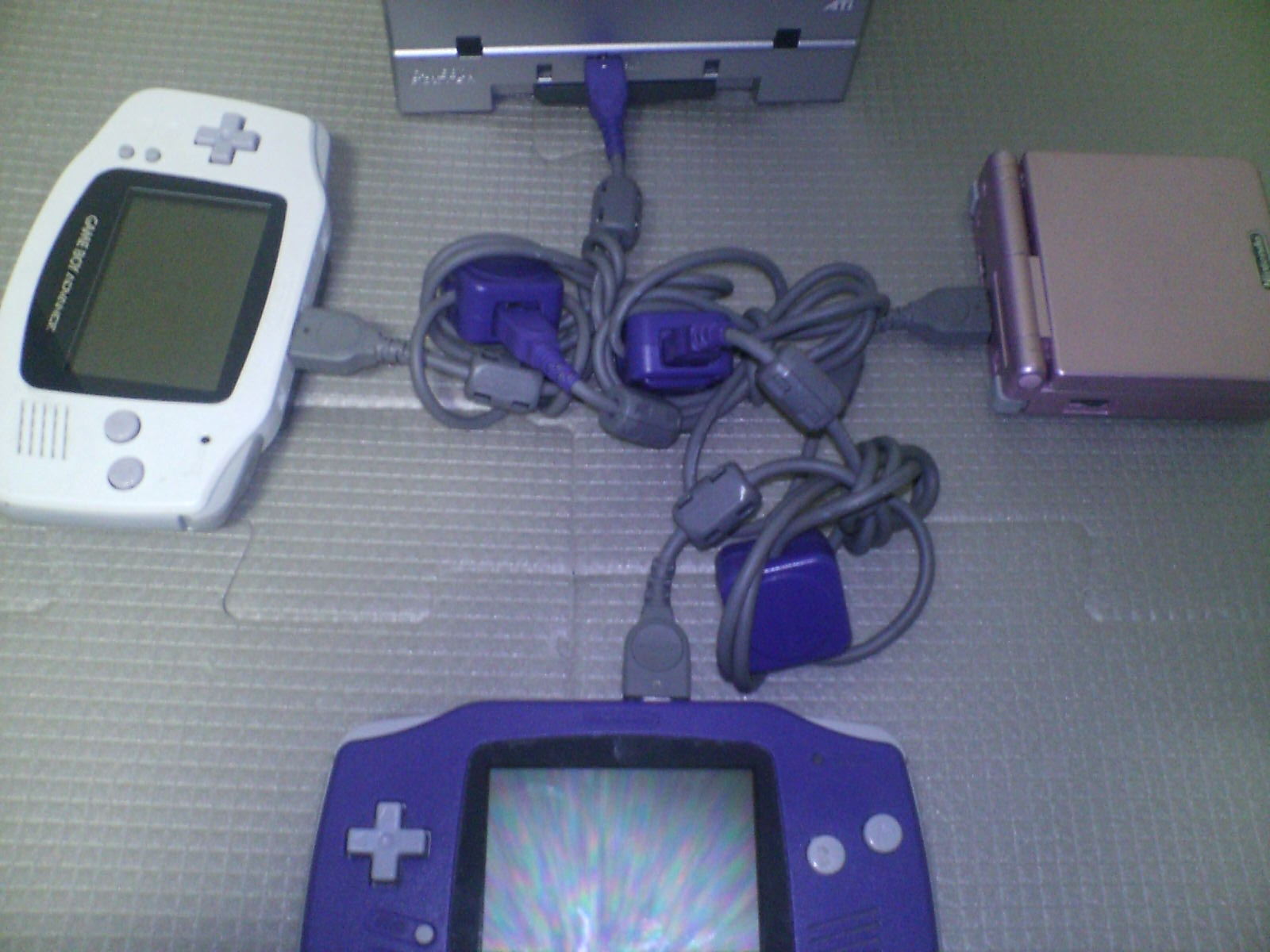
Cabos conectando quatro Game Boy Advance.

O Cabo Game Link é um acessório da Nintendo desenvolvido para linha de consoles portáteis Game Boy, que permite conectar aparelhos para diferentes jogos multijogador. Dependendo do jogo, o Cabo Game Link pode ser usado para jogos multijogador cooperativo, negociação de itens, desbloqueio de recursos ocultos entre outros.
A primeira geração do cabo foi lançado junto com o Game Boy, a segunda geração possuía dois conectores um para o modelo original do Game Boy e outro menor para o Game Boy Pocket, a terceira geração foi para o Game Boy Advance, a quarta geração foi específica para o Game Boy Micro.